# ال اسکوریال (مادرید)
ال اسکوریال (به اسپانیایی: El Escorial) یک دهستان‌های اسپانیا و locality در اسپانیا است که در مادرید (بخش خودمختار) واقع شده و یه فاصله ۴۵ کیلومتری (۲۸ مایلی) در شمال غربی مادرید قرار دارد.

## خصوصیات
ال اسکوریال در سال ۲۰۰۹ میلادی، ۱۴٬۹۷۹ نفر جمعیت داشته و ۹۰۹ متر بالاتر از سطح دریا واقع شده‌است.